# وارلوس (باد كاليه)
وارلوس، باد كاليه (بالفرنسية: Warlus, Pas-de-Calais)‏ هي بلدية تقع في إقليم باد كاليه من منطقة نور با دو كاليه في شمال فرنسا. تبلغ مساحة هذه المدينة 5.43 (كم²)، وترتفع عن سطح البحر 97 م، يبلغ عدد سكانها 371 نسمة حسب إحصاء المعهد الوطني للإحصاء والدراسات الاقتصادية سنة 2009 م. وترأس Chantal Carussi البلدية خلال فترة (2008-2014).